# Венгер, Пирс
Пирс Венгер (англ. Piers Wenger, род. в 1972 году) — британский телепродюсер, главный продюсер BBC Wales с января 2009 года. Среди первых продюсерских работ Венгера числятся британский телесериал Housewife, 49 и Балетные туфельки — экранизация одноимённого романа Ноэля Стрэтфилда .
В январе 2009 года Венгер сменил Джули Гарднер в BBC Wales, а в июле того же года вместе с Бет Уиллис взял на себя обязанности продюсера телесериала «Доктор Кто», у которого с 2010 года практически полностью сменился авторский и актёрский состав, вместе со Стивеном Моффатом приложил руку к выбору Мэтта Смита в качестве одиннадцатого Доктора. Выступил также в качестве исполнительного продюсера последних трёх серий телесериала «Приключения Сары Джейн», вышедших уже после смерти Элизабет Слейден. С мая 2011 также занимает пост в кинокомпании Film4 Productions.

## Фильмография
в качестве продюсера
- Housewife, 49
- Балетные туфельки

в качестве исполнительного продюсера
- Доктор Кто
- Приключения Сары Джейн
- Вверх и вниз по лестнице
- Eric and Ernie[англ.]
- Тёмные начала[5]